# Sphenoeacus
Genre
Sphenoeacus est un genre monotypique de passereaux de la famille des Macrosphenidae. Il comprend une seule espèce de sphénoèques.

## Répartition
Ce genre se trouve à l'état naturel en Afrique australe.

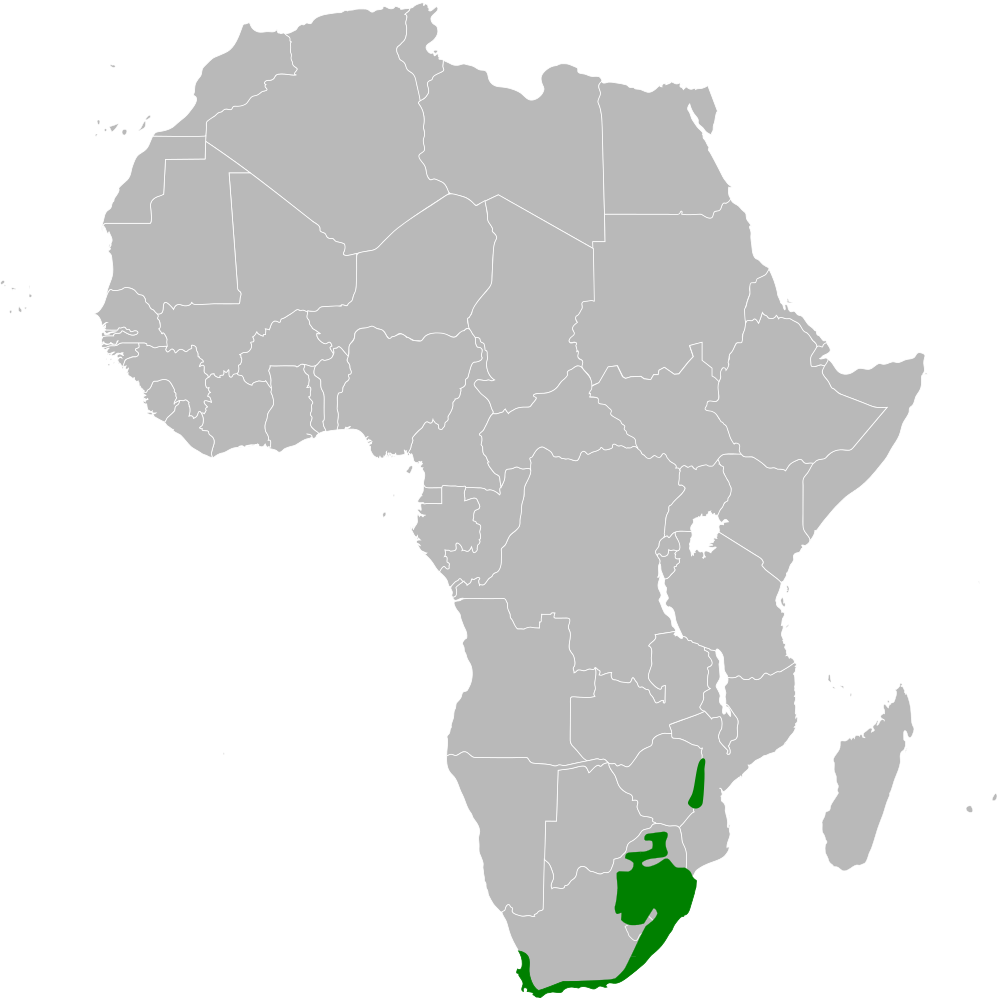
Répartition de Sphenoeacus.

## Liste des espèces
Selon la classification de référence du Congrès ornithologique international (version 8.2, 2018) :
- Sphenoeacus afer (Gmelin, JF, 1789) — Chanteur du Cap, Fauvette des graminées, Sphénoèque du Cap
  - Sphenoeacus afer afer (Gmelin, JF, 1789)
  - Sphenoeacus afer excisus Clancey, 1973
  - Sphenoeacus afer intermedius Shelley, 1882
  - Sphenoeacus afer natalensis Shelley, 1882